# عبد اللطيف الكاظمي (سياسي)
عبد اللطيف عبد الحسين حسن الكاظمي مواليد دولة الكويت (1927 - 5 أكتوبر 2013) ، نائب سابق في مجلس الأمة الكويتي ، في الفصل التشريعي الثالث عام (1967) عن الدائرة السابعة الدسمة وحصل علي المركز الثاني ب (954) صوت، وفاز بالانتخابات، كما شارك بانتخابات مجلس الأمة الكويتي عام (1971) عن الدائرة السابعة الدسمة وحصل على المركز الثاني ب (767) صوت، وفاز بالانتخابات، وهو شقيق كل من وزير النفط السابق والنائب السابق عبد المطلب الكاظمي و زيد عبد الحسين الكاظمي.